# Chorizo de pavo

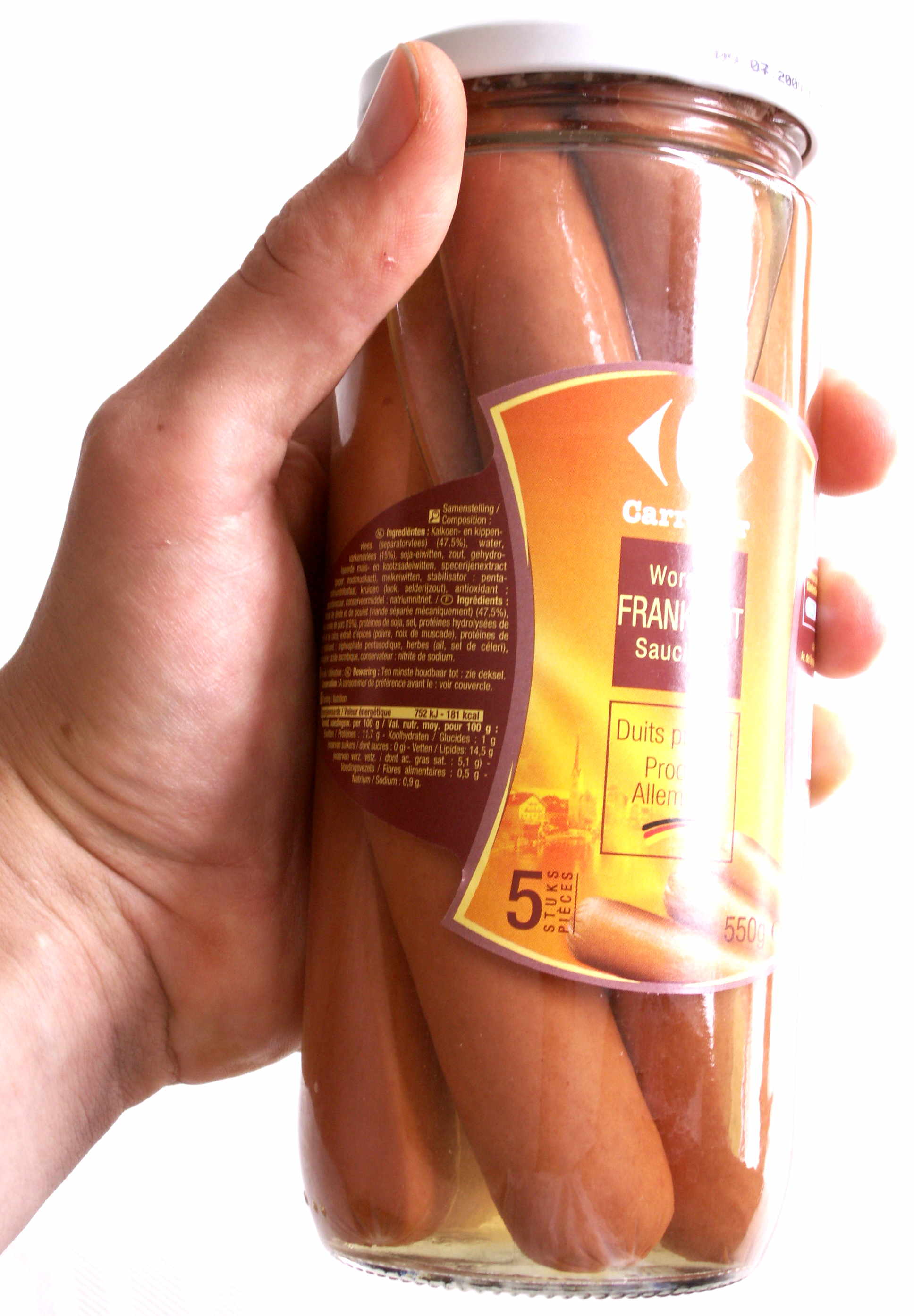
A menudo las salchichas de Frankfurt se elaboran con carne de pavo.

El chorizo de pavo (o también salchicha de pavo) es un embutido elaborado principalmente con carne picada de pavo ligeramente especiada. Debido a su contenido es aceptado por las normas dietarias judías, o islámicas. En algunas ocasiones es consumida en lugar de las salchichas de carne de cerdo como una opción más sana por su menor contenido en grasas. 

## Características
Las salchichas de pavo se elaboran con carne deshuesada de pavo, generalmente de la pechuga del animal. A menudo, con la intención de abaratar los costes se suele mezclar la carne picada del pavo con la de pollo al cincuenta por ciento. La denominación chorizo de pavo suele aplicarse a un embutido que simulando la carne de cerdo se suele adobar en pimentón para que el resultado final sea similar.